# تشارلز إي. بوتير
تشارلز إي. بوتير (بالإنجليزية: Charles E. Potter)‏ هو بيروقراطي وسياسي أمريكي، ولد في 30 أكتوبر 1916 في الولايات المتحدة، وتوفي في 23 نوفمبر 1979 بواشنطن العاصمة في الولايات المتحدة. حزبياً، نشط في الحزب الجمهوري. انتخب عضو مجلس النواب الأمريكي وانتخب عضو مجلس الشيوخ الأمريكي.